# República Soviètica Hongaresa
La República Soviètica Federal Socialista d'Hongria (en hongarès Magyarországi Szocialista Szövetséges Tanácsköztársaság), referida habitualment com a República Soviètica Hongaresa, va ser un curt règim comunista a l'actual Hongria, existent 133 dies, entre el 21 de març i l'1 d'agost de 1919. Va ser el segon estat socialista del món, precedit només per la Rússia Soviètica.
La presentació de la nota Vyx va conduir a la caiguda del Govern de Károlyi -aleshores sense suport significatiu- i a la proclamació de la República Soviètica l'endemà, 21 de març de 1919. La seva principal figura va ser el comunista Béla Kun, malgrat que la majoria del nou Govern era socialista, com el cap de govern Sándor Garbai.
Incapaç d'assolir un acord amb l'Entesa que mantenia el bloqueig econòmic a Hongria, assetjada pels països veïns per disputes territorials i embarcada en un profund canvi social intern, la República va fracassar en els seus objectius i va quedar abolida a començaments d'agost.
Després de la proclamació de la República, es va organitzar un petit exèrcit de voluntaris majoritàriament d'obrers de les fàbriques de Budapest i es va intentar recuperar els territoris perduts als països veïns, un objectiu que va comptar amb un ampli suport de la població més enllà de la pròpia esquerra. Inicialment, gràcies al suport patriòtic d'oficials conservadors, les forces republicanes van avançar contra els txecoslovacs al nord d'Hongria, després de patir una derrota a l'est a mans de l'exèrcit romanès a finals d'abril, que va provocar la retirada a la vora del Tisza. 
A mitjans de juny es va proclamar el naixement de la República Soviètica Eslovaca, que va durar dues setmanes fins a la retirada hongaresa a petició de la Triple Entesa. El 20 de juliol, la república va llançar un nou atac contra les posicions romaneses, que després d'uns dies d'avanç, van aconseguir aturar-lo i trencar les línies hongareses, avançant ràpid cap a Budapest.
Béla Kun i la major part del govern van fugir a Viena, sent succeïts per un govern exclusivament socialdemòcrata l'1 d'agost.

## Mesures del govern
Malgrat els combats amb els seus veïns i la precària posició del govern, aquest mantenia la seva intenció de profunditzar en reformes i mesures progressistes:
- Cultura: nacionalització o socialització dels teatres, cinemes i museus, aplicació de preus reduïts pels obrers. Estatalització d'artistes, escriptors i negocis artístics.[2]
- Infància: revisions mediques gratuïtes pels infants, foment de la higiene, nacionalització de banys i balnearis. Creació d'un pla d'estances al camp per a nens de famílies humils de la ciutat. Impuls d'un programa de tutors especialitzats per a nens amb discapacitats o problemes mentals. Creació d'un pla de regeneració de menors asocials.[2]
- Educació: nacionalització i centralització d'institucions educatives, les quals van impulsar un programa de modernització i reestructuració. Millora de recursos i condicions laborals del professorat.[2]
- Reforma social: abolició dels títols nobiliaris, proclamant l'obligació de treballar. Creació d'un sistema d'assistència social per als aturats. Aprovació del divorci i de la igualtat de les dones.[2]
- Sanitat: nacionalització d'hospitals i d'indústria farmacèutica, sota control mèdic. Gratuïtat dels serveis sanitaris. Abolició de distincions per classe a institucions i enterraments.[2]
- Laboral: abolició del treball a preu fet, instauració de la jornada de 48 hores, augment dels sous, segurs socials obligatoris.[2]
- Economia: nacionalització de la banca, la industria, mineria, empreses de transport, botigues de més de deu treballadors i d'estrangeres.[2]
- Camp: Creació de cooperatives nacionalitzades per a camperols sense terra, manteniment de les petites parceles.[2]